# Estatuas de sal
Estatuas de sal es una antología de narrativa breve de autoras cubanas en la que se incluyen desde los relatos más tradicionales, que pueden considerarse como cuentos, hasta fragmentos de novelas o memorias. Su aparición constituyó todo un suceso para la literatura cubana al redescubrir a autoras casi desconocidas, radicadas en otros países o que habían dejado de publicar.
Por su espíritu inclusivo (Mirta Yáñez, una de las compiladoras, lo considera, más que antología, un "panorama crítico"), constituye un referente del quehacer de las autoras cubanas de distintas épocas: desde María de las Mercedes Santa Cruz y Montalvo, Condesa de Merlín a Ena Lucía Portela. 
El impacto de este título en las letras cubanas ha sido tan significativo que el libro ha sido reimpreso y ha tenido una segunda edición, algo totalmente inusual para una antología. 
El prólogo, escrito por Mirta Yáñez y titulado Y entonces la mujer de Lot miró, ha aparecido en otras muchas publicaciones y constituye un pormenorizado análisis del papel asignado a la mujer (especialmente la mujer cubana) en las distintas épocas y del discurso femenino en la narrativa cubana, emergiendo como una defensa del espacio de la mujer cubana como creadora literaria que no había sido suficientemente valorado por la crítica especializada en Cuba.
Estatuas de sal abrió el camino a los estudios de género en Cuba que han desarrollado especialistas como Norma Vasallo, Nara Araújo o Zaida Capote y ha servido de precedente a otras antologías dedicadas a la narrativa femenina cubana como son Té con limón, El ojo de la noche, Cuentos infieles o Nosotras dos. Gracias a la antología se rescató para las nuevas generaciones a autoras olvidadas o que ya no vivían en Cuba (Para que se tenga una idea de la posición de la crítica respecto a las autoras que habían abandonado el país, basta citar  que en uno de los ensayos que aparece al final del libro, Luisa Campuzano, que recapitula las novelas escritas por mujeres cubanas después de 1959, no considera a dos autoras por haber dejado el país, excluyéndolas así del corpus de la Literatura Cubana) y alguna de ellas que había abandonado el oficio literario regresó al mismo con éxito como es el caso de Esther Díaz Llanillo. 

## Autoras antologadas
| - María de las Mercedes Santa Cruz y Montalvo, Condesa de Merlín - Gertrudis Gómez de Avellaneda - Lydia Cabrera - Renée Méndez Capote - Ofelia Rodríguez Acosta - Loló de la Torriente - Aurora Villar Buceta - Dora Alonso - Loló Soldevilla - Dulce María Loynaz - Mary Cruz - Iris Dávila - Renée Méndez Capote - Ofelia Rodríguez Acosta - Hilda Perera - Marta Rojas - Esther Díaz Llanillo - María Elena Llana - Sonia Rivera-Valdés - Lourdes Casal | - Omega Agüero - Évora Tamayo - Josefina Toledo - Olga Fernández - Ana María Simo - Uva de Aragón - Nora Maciá - Exilia Saldaña - Rosa Ileana Boudet - Mirta Yáñez - Nancy Alonso - Josefina de Diego - Mayra Montero - Marilyn Bobes - Achy Obejas - Ruth Behar - Gina Picart - Chely Lima - Aida Bahr - Zoe Valdés - Laidi Fernández de Juan - Mylene Fernández Pintado - Verónica Pérez Konina - Ena Lucía Portela |

## Estructura del libro
- I Prólogo escrito por Mirta Yáñez Y entonces la mujer de Lot miró...
- II Antepasadas... y todavía vivas.
- III Cuentistas cubanas contemporáneas
- IV Apéndice (incluye dos ensayos sobre la narrativa femenina en Cuba, uno de la investigadora y profesora universitaria Luisa Campuzano[12] y otro de Nara Araújo)